# Jeff Fortenberry
Jeffrey Lane Fortenberry, detto Jeff (Baton Rouge, 27 dicembre 1960), è un politico statunitense, membro della Camera dei Rappresentanti per lo stato del Nebraska dal 2005 al 2022.

## Biografia
Nato nello stato della Louisiana, dopo gli studi in economia Fortenberry venne eletto come repubblicano all'interno del consiglio comunale della città di Lincoln, nel Nebraska.
Nel 2005 Fortenberry riuscì ad approdare alla Camera dei Rappresentanti, vincendo il seggio lasciato vacante dal deputato in carica Doug Bereuter. Venne poi rieletto negli anni successivi con elevate percentuali di voto per altri otto mandati. Nel 2021 fu oggetto di inchiesta da parte di un grand jury federale per aver dichiarato il falso all'FBI riguardo un'inchiesta sui finanziamenti per la campagna elettorale del 2016. Incriminato per tutti e tre i capi di accusa, rassegnò le proprie dimissioni dal Congresso nel marzo del 2022.
Coniugato con Celeste Gregory, Fortenberry ha cinque figli.